# Réseau de chaleur

Quatre générations de réseaux de chaleur.

Un réseau de chaleur (également appelé réseau de chauffage urbain, réseau de chauffage à distance) est une installation distribuant à plusieurs utilisateurs clients de la chaleur produite par une ou plusieurs chaufferies, via un ensemble de canalisations de transport de chaleur (en polyéthylène ou en acier). La chaleur ainsi distribuée est principalement utilisée pour le chauffage des bâtiments et de l'eau chaude sanitaire ; certains réseaux fournissent également de la chaleur à usage industriel.
Le réseau de chaleur est un système de chauffage à l'échelle urbaine (par opposition au chauffage à l'échelle des bâtiments, dans lequel la chaleur est produite in situ, au niveau du bâtiment utilisateur ou à proximité immédiate).
Au niveau mondial en 2022, les réseaux de chaleur couvraient 6,3 % de la consommation finale d'énergie du secteur industriel, 5,8 % dans le secteur résidentiel et 4,9 % dans le secteur tertiaire. La production de chaleur pour l'alimentation de ces réseaux était tirée à 89,5 % des combustibles fossiles : charbon 50,4 %, pétrole 3,1 %, gaz naturel 36,0 % ; les énergies renouvelables couvraient 5,0 %, dont 3,9 % de biomasse et 0,8 % de déchets renouvelables. La Chine et la Russie assuraient, à elles deux, 75,6 % de la production mondiale de chaleur pour le chauffage urbain : 44,7 % et 30,9 % respectivement.

## Principe technique

### Description d'ensemble

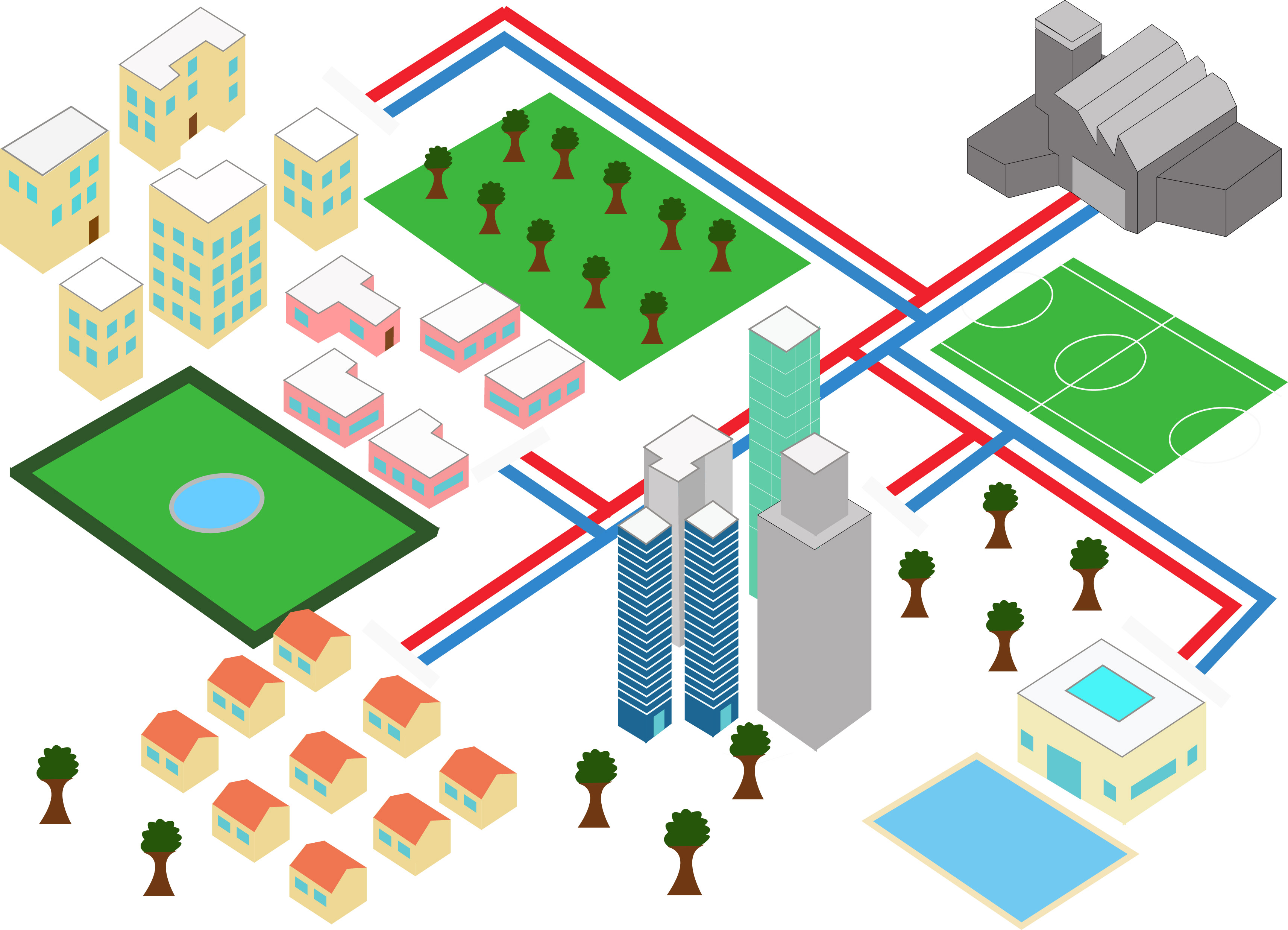
Schéma de principe du réseau de chaleur

Un réseau de chaleur classique se compose de trois éléments :
- la chaufferie (il peut y en avoir plusieurs sur un même réseau, mais elles restent en nombre limité) : c'est le lieu où est produite la chaleur qui circule dans le réseau ;
- les canalisations de transport et distribution : ce sont des conduites qui transportent la chaleur à l'aide d'un fluide caloporteur, très généralement de l'eau sous forme liquide, parfois sous forme de vapeur ;
- les sous-stations : il s'agit des points de livraison de la chaleur. Elles matérialisent l'interface entre le réseau de chaleur et le bâtiment. En aval des sous-stations peuvent exister des réseaux de distribution dits « secondaires » ; ils font généralement partie des installations des bâtiments, et non des installations du réseau de chaleur.

### Chaufferies
De nombreux types de chaufferies sont en fonctionnement, qui peuvent varier par leur puissance et par les énergies qu'elles exploitent.
Certaines chaufferies de réseaux de chaleur produisent de la chaleur et de l'électricité par cogénération, permettant d'améliorer le rendement global du système par rapport à des productions séparées. Par exemple, le rendement de cogénération du réseau de chaleur de Bellevue, à Nantes, était de 70,6 % à 74,5 % en 2009-2010. Elle permet par ailleurs de contribuer au renforcement et à la décentralisation des capacités de production électrique.

#### Énergies utilisées
La chaleur peut être produite à partir de nombreuses sources. Les énergies suivantes sont les plus fréquemment utilisées par les réseaux de chaleur :
- combustion d'hydrocarbures : gaz naturel, fioul, charbon ;
- combustion de biomasse, généralement sous forme de bois-énergie ;
- géothermie ;
- électricité ;
- chaleur de récupération, qui est « générée par un procédé qui n’en constitue pas la finalité première » (définition retenue, en France, par la Programmation pluriannuelle de l'énergie, ou PPE)[2]. La PPE repose sur plusieurs scénarios de besoins énergétiques et « fixera des objectifs comprenant des options haute et basse, pour tenir compte des incertitudes »[2] ; c'est par exemple la forme d'énergie fatale de procédés d'incinération des déchets, de centres de données, des eaux usées[3], voire du métro dans des installations expérimentales[4] ,[5] ;
- nucléaire : chaleur produite par des centrales nucléaires conventionnelles en Russie, Suisse, Suède et Chine[6] et dans l'avenir, petits réacteurs modulaire à basse température et basse pression de type piscine[7];

La part des sources d'origine fossile a tendance à diminuer, au profit des énergies renouvelables et de récupération. Le mix énergétique dépend toutefois de chaque réseau, et les situations peuvent également être très différentes d'un pays à un autre.

#### Description

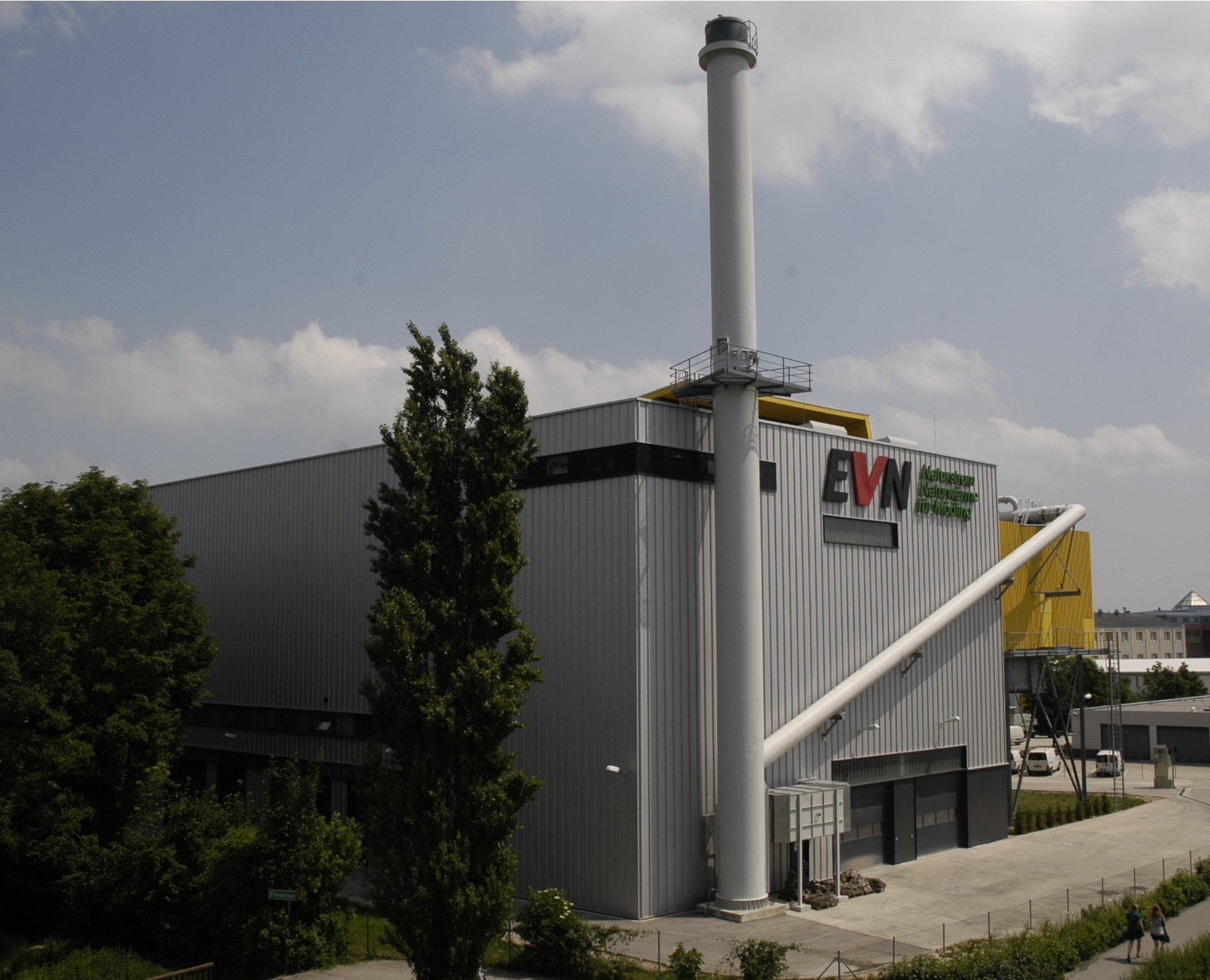
Une chaufferie au bois.

Une chaufferie se présente généralement sous la forme d'un bâtiment (mais il existe des chaufferies intégrées à des bâtiments dont la fonction principale est différente, par exemple dans les centrales électriques). À l'intérieur de ce bâtiment, dont les caractéristiques techniques et architecturales (cheminées, stockage de combustible, accessibilité par les réseaux de gaz ou la voirie…) peuvent varier selon les énergies utilisées, se trouvent une ou plusieurs chaudières.
La chaudière est l'unité technique qui produit la chaleur. Il peut s'agir d'une chaudière à combustible (gaz, charbon, fioul, bois…). Par abus de langage, on désigne également parfois par « chaudière » les unités de production de chaleur par captation/récupération, soit depuis un forage géothermique, soit via un échangeur pour la valorisation de chaleur fatale.
Les installations produisant des fumées sont équipées de systèmes de traitement perfectionnés et contrôlés, ce qui permet de réduire fortement leur impact sur la qualité de l’air par rapport à des systèmes individuels pour lesquels ce genre de traitement est trop coûteux.
Généralement, un réseau comporte une chaudière principale qui fonctionne en continu et une chaudière d’appoint utilisée en renfort pendant les heures de pointe, ou en remplacement lorsque cela est nécessaire. D'autres combinaisons sont possibles, selon les énergies utilisées, les caractéristiques des besoins, etc.

### Réseau de distribution

#### Canalisations

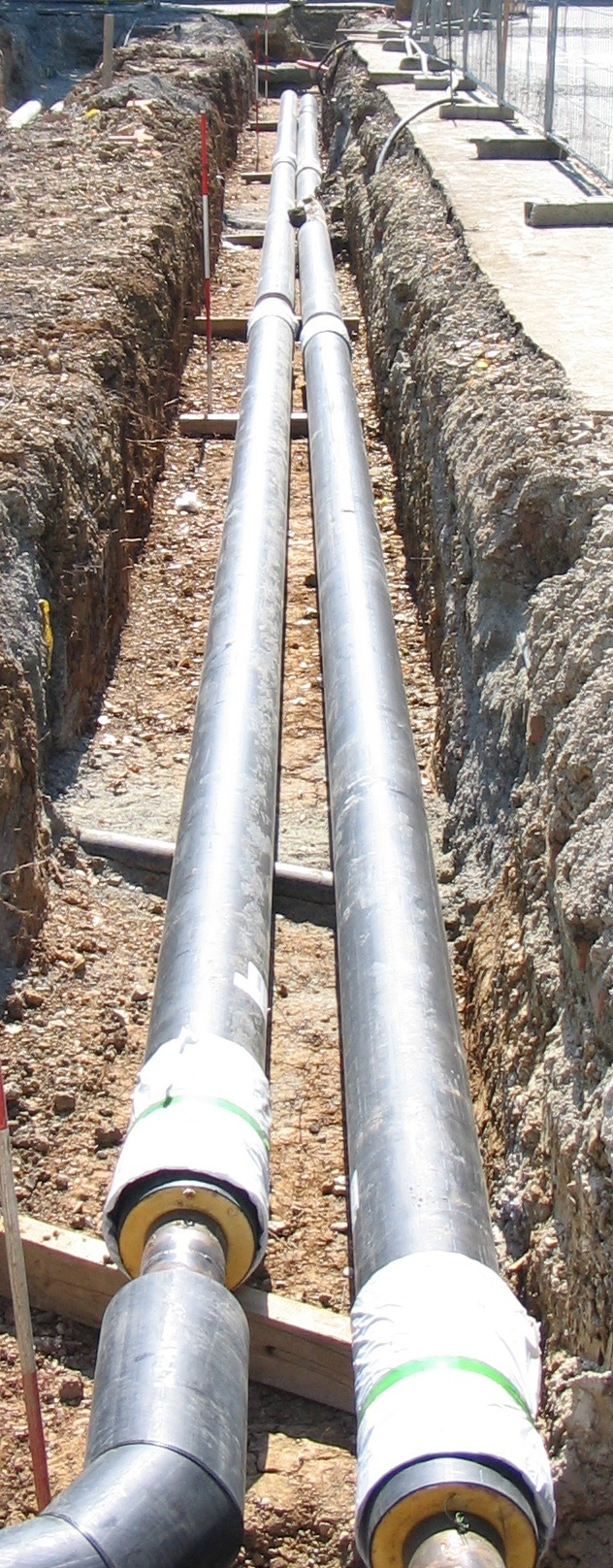
Canalisations en cours de pose dans une tranchée.

Les canalisations transportent et distribuent la chaleur par un fluide caloporteur (eau chaude ou vapeur). Il s'agit de conduites le plus souvent en polyéthylène réticulé ou en acier entouré d'une couche d'isolant (mousse en polyéthylène réticulé ou en polyuréthane), elle-même revêtue d'une gaine en polyéthylène haute densité (annelée ou non). Il existe également des conduites en plastique, moins isolées mais d'installation plus aisée grâce à leur flexibilité et à l'absence de soudures à réaliser sur les chantiers.
Dans le cas général, un circuit aller transporte le fluide chaud issu de la chaufferie, et un circuit retour ramène le fluide, qui s’est délesté de ses calories au niveau de la sous-station d’échange. Le fluide est alors à nouveau chauffé par la chaufferie, puis renvoyé dans le circuit. Des tuyaux parallèles sont donc installés dans les tranchées.
Certains réseaux ont des organisations différentes : circuit ouvert (pas de sens retour), boucles multiples permettant de desservir plusieurs types de quartiers avec des régimes de température différents, etc.

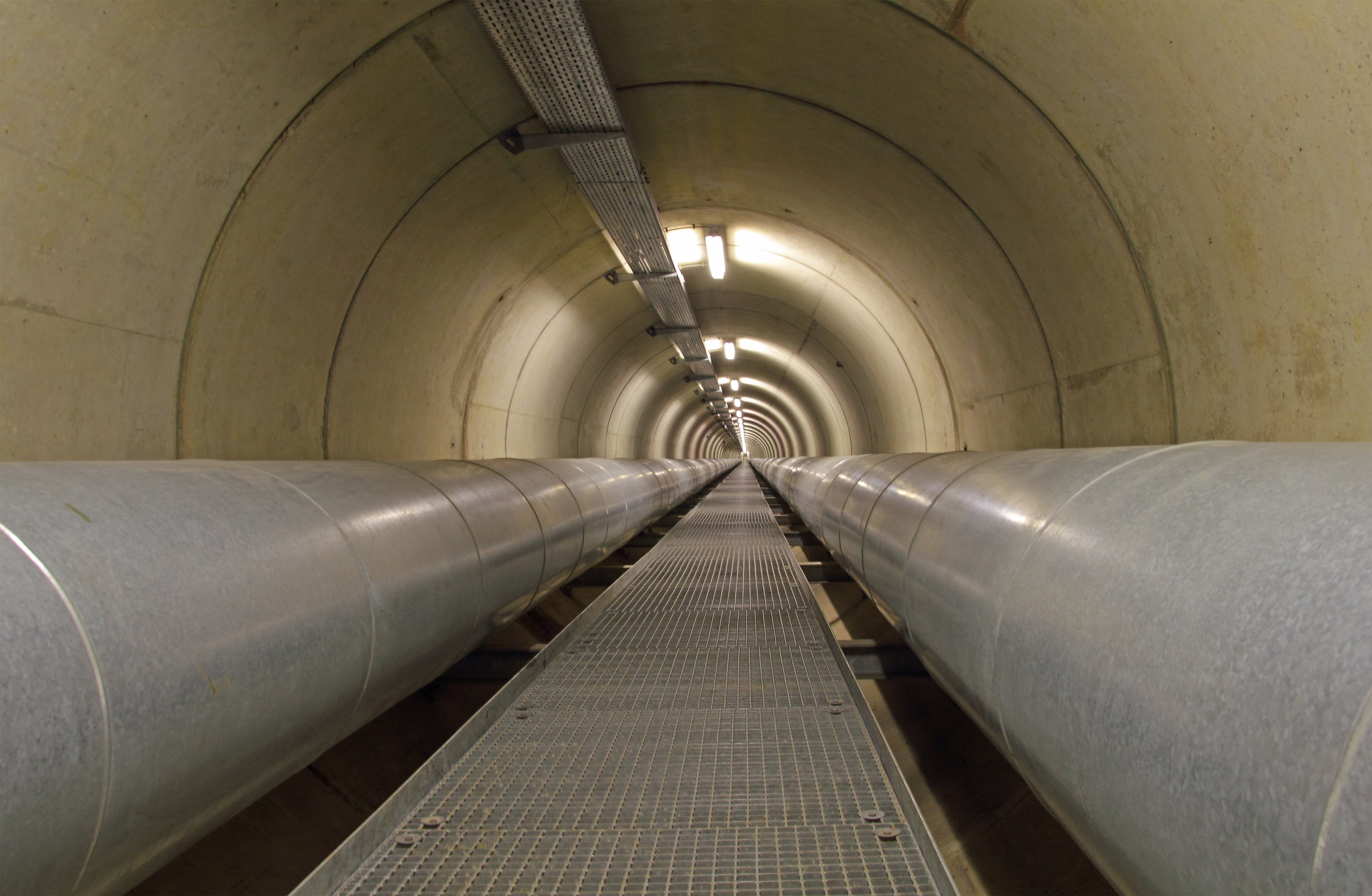
Tunnel de chauffage urbain, sous le Rhin à Cologne.

La pose des canalisations peut se faire en caniveau enterré, ce qui permet une protection mécanique et minimise les effets de l’humidité[Lesquels ?] par ventilation de ces caniveaux. Dans certaines villes, les canalisations sont placées dans des galeries souterraines multi-réseaux. Mais dans le cas général, la pose se fait en tranchée, solution nécessitant que les gaines soient entourées d’un film protecteur contre l’humidité et quelles soient installées à une profondeur suffisante afin d’absorber les efforts de la surface. Plus rarement, les canalisations sont fixées en extérieur, sur des bâtiments ou des ouvrages (technique utilisée notamment pour le franchissement de cours d'eau). Le coût de pose d’un mètre de réseau est de l’ordre de 1 000 à 2 000 €. Il dépend de nombreux facteurs liés au projet[Lesquels ?].
On distingue différents régimes de température pour le fluide qui circule dans les canalisations ; les principaux sont :
- le réseau eau chaude, à une température comprise de 60 à 110 °C (ordre de grandeur). Il est généralement prévu pour les groupes d’immeubles d’habitation ou de bureaux, ou encore les hôpitaux et établissements industriels qui ne consomment pas de vapeur ;
- le réseau eau surchauffée, à une température comprise de 110 à 180 °C (ordre de grandeur). Il est principalement utilisé dans les réseaux de grande envergure qui alimentent des bâtiments nécessitant des températures élevées (laveries, abattoirs, industries textiles…) ;
- le réseau vapeur, à une température autour de 200 à 300 °C. Son utilisation est de plus en plus limitée. Il est présent essentiellement pour la fourniture de chaleur industrielle.

#### Sous-stations

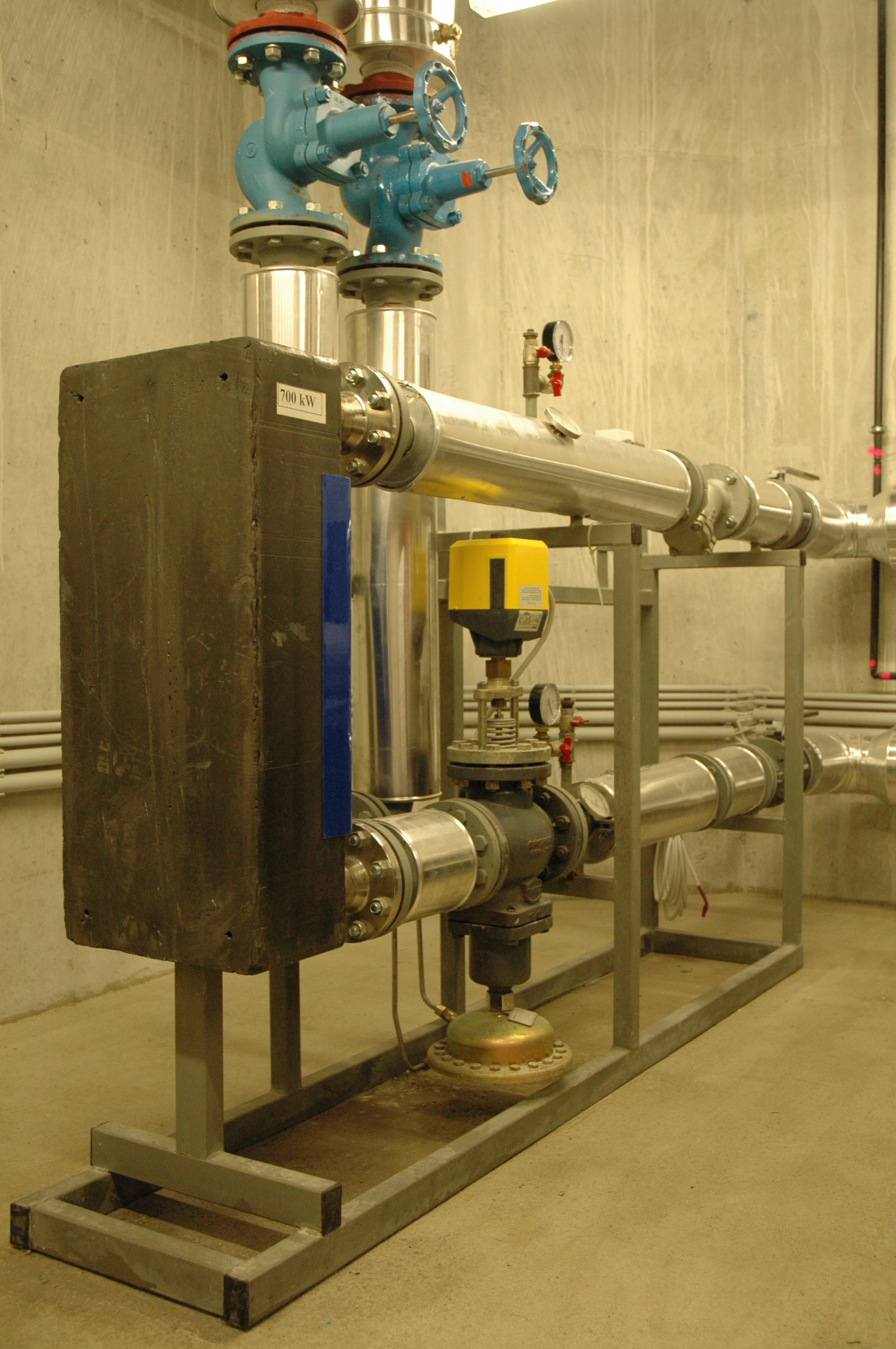
Sous-station de réseau de chaleur.

Situées en pied d’immeuble, les sous-stations permettent le transfert de chaleur par le biais d’un échangeur entre le réseau de chaleur et le réseau de distribution interne de l'immeuble ou du petit groupe d’immeubles. Elles n'accueillent généralement pas de combustion (sauf sous-station servant également d'unité d'appoint pour la production de chaleur), ce qui élimine toutes les nuisances liées (bruit, impact sur la qualité de l'air, risques explosifs…). Elles sont en général équipées d'un compteur de chaleur, permettant de connaître la consommation d'énergie du bâtiment qui lui est rattaché, donnée nécessaire à la facturation.

## Histoire et innovations
Les réseaux de chaleur existent depuis l'Antiquité, mais les réseaux modernes, correspondant au fonctionnement actuel, datent du vingtième siècle.

### Historique des réseaux de chaleur

#### Époque antique et médiévale
Dans l'Antiquité, on pouvait utiliser des sources d'eau chaude pour alimenter des thermes ou apporter de la chaleur dans un ensemble de logements. Le principe technique du réseau de chaleur, assez rudimentaire, existait donc déjà.
En France, on considère que le premier réseau de chaleur date du XIVe siècle : dans le village de Chaudes-Aigues, un ensemble de maisons était chauffé à l'aide d'un réseau de chaleur géothermique.

#### Époque moderne
Les réseaux de chaleur de grande ampleur tels qu'on les connaît aujourd'hui se sont développés à la fin du XIXe siècle et au début du XXe siècle. Le premier réseau de chaleur moderne, encore en service aujourd'hui, est celui de la ville de New York, mis en service en 1882 par la New York Steam Company, depuis intégrée à Consolidated Edison.
Le développement des réseaux de chaleur en Europe a suivi les développements aux États-Unis. Dans la plupart des pays européen où les réseaux se sont développés, on retrouve quatre grandes périodes : au début du XXe siècle, des réseaux de chaleur sont mis en place dans les villes les plus importantes, à la fois par leur population et leurs besoins de chauffage. Après la deuxième guerre mondiale, la reconstruction s'accompagne de grands programmes urbains, qui intègrent parfois des réseaux de chaleur. La troisième période est une réponse aux chocs pétroliers, dans les années 1980, avec la volonté de réduire la dépendance aux énergies fossiles pour des raisons économiques. Et enfin la période actuelle, qui a commencé plus ou moins tôt selon les pays, s'inscrit dans les politiques de lutte contre le changement climatique et développement des énergies renouvelables.
Les réseaux de chaleur se sont également fortement développés sous le régime soviétique en URSS. Ainsi, les pays de l'ex-URSS rassemblent aujourd'hui à eux seuls plus de la moitié de la puissance installée au niveau mondial. Les installations sont toutefois souvent vétustes, avec d'importants problèmes d'efficacité énergétique.

### Innovations, évolutions attendues

#### Une place plus importante dans le paysage énergétique
Les réseaux de chaleur sont considérés par plusieurs pays comme un outil permettant de développer l'utilisation des énergies renouvelables et de récupération dans le chauffage des bâtiments. À titre d'illustration, l'Europe leur confie un rôle important dans sa politique énergétique et climatique.
Leur place dans le paysage énergétique de ces pays est donc amenée à se renforcer. En France par exemple, ils représentaient environ 6 % du chauffage en 2007, pour 2 millions d'équivalents-logements. L'objectif à 2020 fixé dans le cadre du Grenelle de l'environnement est de multiplier par 3 cette quantité d'équivalents-logements, tout en augmentant significativement la part des énergies renouvelables.

#### Des réseaux optimisés pour l'efficacité énergétique
Afin de limiter les pertes de chaleur, les réseaux évoluent. Leurs régimes de température diminuent (réseaux basse température à 60−80 °C dans le sens aller, contre 90−110 °C pour les réseaux à eau chaude classiques). Ceci permet par ailleurs d'améliorer la compatibilité des réseaux de chaleur avec les quartiers neufs, dont les besoins de chaleur sont plus faibles.
Les réseaux peuvent s'équiper de systèmes d'ajustement dynamique, capable de moduler la température de départ du fluide caloporteur en fonction des conditions météorologiques réelles. D’autres paramètres, comme les appels de puissance des usagers mesurés en temps réel, ou anticipés à partir de mesures passées, peuvent aussi être intégrés pour moduler plus finement la température.
Les réseaux de chaleur fonctionnent la majorité du temps à débit variable alors que les pompes qui les alimentent sont la plupart du temps entraînées par des moteurs à vitesse constante. On peut diminuer de près de 50 % les consommations électriques en couplant aux moteurs un variateur électronique. Celui-ci permet d’abaisser la vitesse des pompes à pression constante. Le point de fonctionnement de la pompe est donc optimisé.

#### Stockage thermique

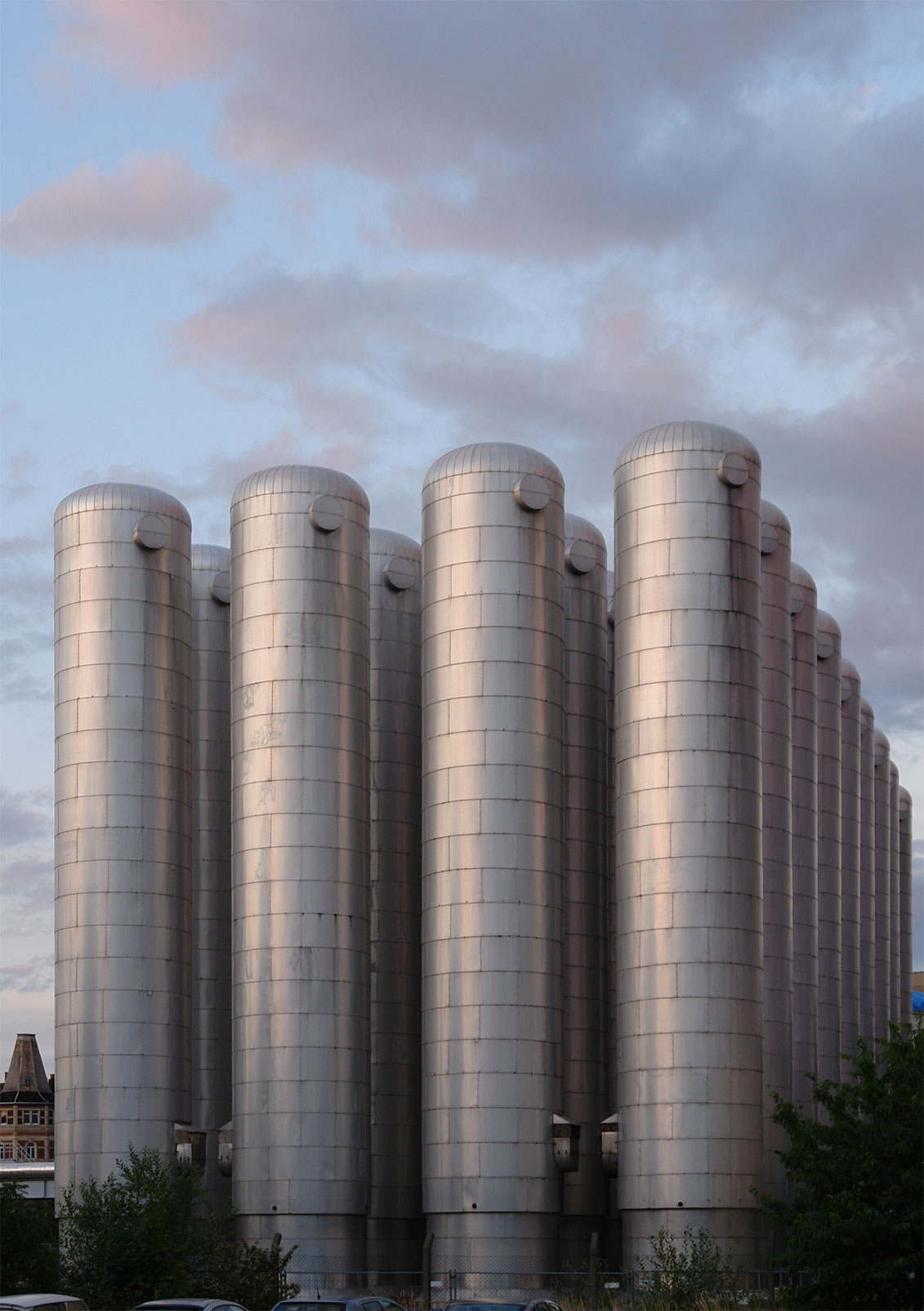
Stockage de chaleur sur le réseau de Chemnitz

Le stockage d'énergie sous forme de chaleur exploite des technologies mûres et maîtrisées. Il est donc possible de coupler les réseaux de chaleur à des systèmes de stockage.
Certaines sources de chaleur produisent toute l’année, sans qu’il soit possible d’arrêter la production ou sans que cela présente un intérêt économique ou environnemental. C’est par exemple le cas de la chaleur de récupération des incinérateurs de déchets ou des centres de données, ou de l’énergie produite par les panneaux solaires thermiques.
L’excédent de chaleur produit en été peut être stocké puis utilisé en période hivernale. Inversement, on peut emmagasiner du froid en hiver pour rafraîchir des bâtiments en été. Le stockage peut se faire dans des silos d’eau, dans le sous-sol, dans de la glace… Il peut être journalier (effacement des pics horaires), hebdomadaire (équilibrage entre les différents jours de la semaine), ou inter-saisonnier (stockage d'énergie en été pour la consommer en hiver).
Le stockage sur réseau de chaleur est déjà développé dans certains pays d'Europe tels le Danemark, l'Allemagne ou la Suède.

#### Nouvelles sources d'énergie
Une des particularités des réseaux de chaleur (et en particulier du réseau de chaleur intelligent) est leur capacité à exploiter une large gamme de sources énergétiques. Au-delà des énergies fossiles classiques et des énergies renouvelables et de récupération aujourd'hui dominantes (bois, géothermie, chaleur fatale d'incinérateurs), d'autres gisements peuvent être mobilisés. Par exemple :
- l'énergie solaire, captée par des panneaux solaires thermiques ; cette énergie est déjà exploitée par les réseaux de chaleur dans quelques pays comme le Danemark ou en Italie, dont à Varèse (reprenant une technologie danoise)[11], ou sous forme d'un Réseau de « chaleur et de froid renouvelables » en Catalogne[11], mais elle l'est beaucoup moins dans d'autres pays tels que la France (un seul réseau utilise cette énergie en 2014, et un projet associe un réseau et son stockage géothermique (à Vojens) mais plusieurs études de cas sont produites en 2015[11], dont à Balma et Juvignac, avec des aides possibles de l'Ademe[11] et un Guide de conception des réseaux de chaleur solaires adaptés aux écoquartiers[12] (qui sont invités, comme pour l‘écoquartier du Triangle du Sud à Montmélian à penser très en amont l'intégration du solaire dans les réseaux[11] ;
- les petits réacteurs nucléaires modulaires (SMR) : la compagnie publique chinoise China National Nuclear Corporation promeut un réacteur de chauffage urbain baptisé « Yalong » ou « DHR-400 », dont chaque unité de 400 MW pourrait alimenter en chauffage 200 000 ménages[13]. Plusieurs villes finlandaises, dont Helsinki, ont lancé en 2018 des études pour déterminer la possibilité de remplacer l'alimentation du chauffage urbain, assurée aujourd’hui par du gaz et du charbon, par de petits réacteurs nucléaires modulaires ; cela pourrait permettre de réduire considérablement les émissions de gaz à effet de serre liées au chauffage en Finlande[14]. L'entreprise Calogena développe, dans le cadre de France 2030, un réacteur de type piscine destiné spécifiquement au chauffage urbain[15],[16] ;
- la chaleur des égouts ou « cloacothermie » : les eaux usées présentent généralement une température comprise entre 12 et 20 °C[17] ; la captation de cette chaleur par des pompes à chaleur permet d'économiser jusqu'à 60 % des consommations d'énergie dans le cas de l'installation mise en service en 2016 à Vancouver (quartier de Southeast False Creek) ; des installations analogues existent à Oslo depuis 2001 et à Tokyo depuis 2010 ; des projets similaires sont à l'étude en Allemagne, Suisse et Autriche[18] ;
- la géothermie superficielle, avec utilisation de pompe à chaleur ;
- la géothermie profonde ;
- la chaleur ou le froid des océans, mers, lacs et cours d'eau ;
- la chaleur issue de la climatisation des centres de données ;
- la chaleur rejetée par les centrales nucléaires (voir cogénération nucléaire) ;
- la chaleur produite par des bâtiments à énergie positive ou récupérée dans les réseaux d'assainissement.

De façon plus anecdotique, mais illustrant la capacité d'adaptation des réseaux de chaleur, quelques réseaux en Suède et en Suisse récupèrent la chaleur issue de crématoriums.

#### Réseau intelligent thermique
Si le concept de réseau intelligent est souvent associé au réseau électrique, il s'applique également aux réseaux de chaleur.
La combinaison d'un grand nombre de sources d'énergie, fonctionnant avec des régimes temporels différents, des puissances différentes, un caractère de plus en plus diffus sur les villes (augmentation du nombre de points de production/captation de chaleur) renforce le besoin pour le réseau d'être capable d'adapter son fonctionnement en temps réel. Pour cela, les réseaux s'équipent de capteurs communicants, de sous-stations intelligentes, de régulateurs, le tout étant interconnecté avec les bâtiments (eux-mêmes de plus en plus intelligents), les capteurs météorologiques, les unités de stockage d'énergie, et les autres réseaux d'énergie (électricité, gaz). Le « smart grid » thermique permet ainsi d'augmenter son efficacité énergétique globale et d'optimiser la part des énergies les plus vertueuses (locales, renouvelables, économiques) dans son mix énergétique.
En Suède, à Kalmar, NODA et l'opérateur Kalmar Energi travaillent sur un réseau de chaleur intelligent à travers un concept baptisé Smart Heat Grid. L'analyse en temps réel de la chaleur déjà présente dans les bâtiments permet de réguler la production de chaleur et d'éviter les pics de production[Comment ?].

#### Optimisation énergétique grâce aux données
La complexification des réseaux de chaleur, ajoutée aux impératifs économiques, environnementaux et sociétaux, requiert un mode d'exploitation de plus en plus optimisé tout en assurant la livraison de chaleur.
La première étape consiste à mettre en place un plan de comptage, tant au niveau de la production que de la distribution. La loi Grenelle 2 a notamment introduit l’obligation pour tous les réseaux de chaleur d’être équipés de systèmes de comptage de la chaleur livrée au niveau des sous-stations en juillet 2015.
La seconde étape consiste généralement à se doter d'outil simples permettant le suivi d'indicateurs du réseau.
La troisième étape, qui se développe grâce à l'acquisition de l'ensemble des données du réseau, est celle de l'ajout d'une brique d'optimisation. L’objectif est ainsi de mieux ajuster la production à la demande, d’anticiper davantage les périodes de pointe de chauffage et de réduire les pertes en énergie.
Aujourd'hui, les réseaux de chaleur se tournent notamment vers des solutions d'intelligence artificielle. En se basant sur des modèles physiques en plus des données du réseau, ces solutions permettent de prédire finement la demande du réseau, de détecter des anomalies au niveau des sous-stations et de calculer des arbitrages sur le mix énergétique, l'ordonnancement des chaudières ou le réglage des différents équipements.
La France connaît un essor important dans l'intelligence artificielle appliquée à l'énergie, comme l'indique le rapport du Ministère de l’Économie publié en février 2019[réf. nécessaire]. Des sociétés proposent ainsi des solutions d'optimisation énergétique exploitant des données[Lesquelles ?].

## Avantages et inconvénients des réseaux de chaleur
Le rendement est comparable à celui d'une chaudière individuelle. Par exemple, celui du réseau de chaleur de Bellevue, à Nantes, était de 86-87 % en 2009-2010.
La Cour des comptes regrette que, dans le cadre de la transition énergétique, les réseaux de chaleurs restent insuffisamment exploités.

### Avantages
Les réseaux de chaleur présentent des avantages importants par rapport à des solutions de production de chaleur décentralisées, notamment en matière d'efficacité énergétique, de mobilisation des énergies renouvelables et locales, et de diminution des émissions de gaz à effet de serre :
- centralisation de la production de chaleur à l'échelle urbaine, dans des chaufferies industrielles performantes, entretenues, surveillées ;
- centralisation des nuisances liées à cette production de chaleur, permettant de les traiter plus facilement que lorsqu'elles sont diffuses sur la ville, à l'échelle de chaque bâtiment ;
- mobilisation de gisements d'énergie renouvelable difficiles à exploiter en zone urbaine à l'échelle des bâtiments : géothermie, bois, chaleur fatale de l'industrie ou des usines d'incinération des déchets…
- fonctionnement en cogénération. C'est notamment le cas le plus fréquent pour la production de chaleur dans les pays scandinaves et d'Europe centrale ;
- meilleure qualité de l'air car les rejets sont mieux contrôlés ;
- la stabilité des prix : utilisation des énergies locales pour chauffer les bâtiments collectifs.

Les réseaux de chaleur permettent également de réduire les risques encourus par les territoires qu'ils desservent face à l'évolution du paysage énergétique mondial. D'une part, ils facilitent la mobilisation de ressources énergétiques locales, d'autre part, ils réduisent la part variable des factures, ces dernières étant dominées par l'amortissement des installations (part fixe, non sujette à la volatilité du prix des énergies).

### Inconvénients
Les réseaux de chaleur sont des installations lourdes qui représentent un investissement initial important, plus que les autres réseaux d'énergie. Le risque économique est donc à considérer sur une longue période.
Pour cette raison, les réseaux de chaleur ne peuvent être déployés partout : les besoins de chaleur, rapportés au mètre de réseau installé (canalisations) et au watt de puissance installée (chaufferie), doivent être suffisants pour garantir que les revenus tirés des ventes de chaleur et des abonnements couvriront les coûts, sur la période d'amortissement. Les zones les plus propices sont donc celles qui présentent une certaine densité thermique (quantité de chaleur consommée par mètre de canalisation déployé). Pour identifier ces zones, des études de cartographie territoriale de chaleur peuvent être menées ; la directive européenne relative à l'efficacité énergétique (2012) l'impose à tous les États-membres de l'Union européenne. En France, l'ADEME subventionne jusqu'à 60 % les projets de plus de 1,5 MWh par mètre linéaire de tranchée et par an
Les réseaux de chaleur sont par ailleurs des systèmes locaux à adapter à chaque territoire. C'est un atout dans le sens où cela leur permet d'intégrer les spécificités locales, mais également un inconvénient dans la mesure où cela rend l'initiative et la réalisation des projets plus complexes par rapport aux autres réseaux d'énergie dont les modèles sont davantage uniformisés au sein d'un pays.

## Entretien et rénovation
À la suite de leur fort développement depuis plusieurs décennies, un nombre croissant de réseaux (anciens et/ou défectueux) doivent être rénovés. En France, AMORCE et le CEREMA ont conduit avec l'aide de l'ADEME une enquête à ce sujet auprès de collectivités et opérateurs de réseaux de chaleur anciens et/ou défectueux, afin d'en tirer des retours d'expérience techniques, juridiques, économiques et environnementaux (phasage de travaux, ordre de grandeur des coûts, méthodes, techniques et technologies, etc.).

## Statistiques mondiales
Les réseaux de chaleur couvraient 3,6 % de la consommation finale d'énergie au niveau mondial en 2022 : 15 074 PJ sur 421 857 PJ ; cette part a décru de 5,4 % en 1990 à 2,9 % en 2015, et remonte depuis lors. Elle était en 2022 de 6,3 % dans le secteur industriel, 5,8 % dans le secteur résidentiel et 4,9 % dans le secteur tertiaire.
| Source                                                   | 1990   | 2000   | 2010   | 2015   | 2020   | 2022   | % 2022 | var. 2022/1990 | 2023 |
| -------------------------------------------------------- | ------ | ------ | ------ | ------ | ------ | ------ | ------ | -------------- | ---- |
| Chine                                                    | 626    | 1 461  | 3 022  | 4 016  | 5 954  | 7 977  | 44,7 % | +1274 %        |      |
| Russie                                                   | 9 398  | 6 487  | 6 016  | 5 207  | 5 113  | 5 506  | 30,9 % | -41 %          |      |
| Allemagne                                                | 448    | 316    | 515    | 458    | 426    | 428    | 2,4 %  | -5 %           | 420  |
| États-Unis                                               | 101    | 324    | 508    | 418    | 457    | 419    | 2,4 %  | +313 %         | 423  |
| Kazakhstan                                               | 527    | 284    | 402    | 411    | 382    | 395    | 2,2 %  | -25 %          |      |
| Pologne                                                  | 740    | 341    | 336    | 281    | 286    | 286    | 1,6 %  | -61 %          | 273  |
| Ukraine                                                  | 1 719  | 747    | 622    | 378    | 388    | 264    | 1,5 %  | -85 %          |      |
| Corée du Sud                                             | 2      | 140    | 184    | 182    | 263    | 260    | 1,5 %  | x142           | 250  |
| Biélorussie                                              | 426    | 279    | 278    | 242    | 244    | 249    | 1,4 %  | -42 %          |      |
| Suède                                                    | 78     | 164    | 241    | 203    | 193    | 209    | 1,2 %  | +67 %          | 223  |
| France                                                   | 20     | 135    | 153    | 150    | 174    | 183    | 1,0 %  | +817 %         | 189  |
| Finlande                                                 | 87     | 151    | 211    | 177    | 171    | 182    | 1,0 %  | +109 %         | 182  |
| Danemark                                                 | 92     | 119    | 150    | 130    | 128    | 129    | 0,7 %  | +40 %          | 134  |
| Tchéquie                                                 | 155    | 139    | 149    | 121    | 113    | 110    | 0,6 %  | -29 %          | 98   |
| Ouzbékistan                                              | 125    | 113    | 126    | 122    | 118    | 110    | 0,6 %  | -12 %          |      |
| Pays-Bas                                                 | 48     | 172    | 160    | 130    | 106    | 103    | 0,6 %  | +115 %         | 92   |
| Italie                                                   | 0      | 0      | 205    | 217    | 229    | 86     | 0,5 %  | ns             | 81   |
| Total mondial                                            | 15 910 | 12 256 | 14 252 | 13 757 | 15 691 | 17 826 | 100 %  | +12 %          | nd   |
| Source des données : Agence internationale de l'énergie. |        |        |        |        |        |        |        |                |      |

La production mondiale des chaufferies de réseau de chaleur a chuté de 23 % entre 1990 et 2000 (-31 % en Russie, -57 % en Ukraine, -46 % au Kazakhstan, -54 % en Pologne), après la chute des régimes communistes en Europe, qui a été suivie d'investissements massifs dans l'efficacité énergétique pour les pays concernés. Elle a ensuite progressé de 45 % en 22 ans grâce aux développements en Chine, aux États-Unis, dans les pays scandinaves et certains pays d'Europe occidentale (France, Italie, Allemagne) et en Corée du Sud.
| Source | 1990   | %      | 2000   | %      | 2010   | %       | 2020   | %      | 2022   | % 2022 | var. 2022/1990 |
| --- | ------ | ------ | ------ | ------ | ------ | ------- | ------ | ------ | ------ | ------ | -------------- |
| Charbon | 4 835  | 30,4 % | 4 331  | 35,3 % | 5 359  | 37,6 %  | 7 066  | 45,0 % | 8 988  | 50,4 % | +86 %          |
| Pétrole | 2 556  | 16,1 % | 1 160  | 9,5 %  | 845    | 5,9 %   | 546    | 3,5 %  | 558    | 3,1 %  | -78 %          |
| Gaz naturel | 8 102  | 50,9 % | 6 239  | 50,9 % | 6 776  | 47,5 %  | 6 236  | 39,7 % | 6 410  | 36,0 % | -21 %          |
| Total fossiles | 15 494 | 97,4 % | 11 730 | 95,7 % | 12 981 | 91,1 %  | 13 848 | 88,3 % | 15 956 | 89,5 % | +3 %           |
| Nucléaire | 44     | 0,3 %  | 19     | 0,2 %  | 27     | 0,2 %   | 25     | 0,2 %  | 24     | 0,1 %  | -45 %          |
| Biomasse | 174    | 1,1 %  | 214    | 1,7 %  | 444    | 3,1 %   | 677    | 4,3 %  | 692    | 3,9 %  | +298 %         |
| Déchets renouv. | 46     | 0,3 %  | 66     | 0,5 %  | 111    | 0,8 %   | 150    | 1,0 %  | 150    | 0,8 %  | +226 %         |
| Géothermie | 15     | 0,1 %  | 18     | 0,15 % | 31     | 0,2 %   | 49     | 0,3 %  | 50     | 0,3 %  | +222 %         |
| Solaire thermique | 0,006  | ε      | 0,024  | ε      | 0,2    | 0,001 % | 2,8    | 0,02 % | 2,9    | 0,02 % | x490           |
| Total EnR | 235    | 1,5 %  | 298    | 2,4 %  | 587    | 4,1 %   | 880    | 5,6 %  | 895    | 5,0 %  | +280 %         |
| Déchets non renouv. | 45     | 0,3 %  | 137    | 1,1 %  | 223    | 1,6 %   | 379    | 2,4 %  | 375    | 2,1 %  | +742 %         |
| Autres sources | 93     | 0,6 %  | 71     | 0,6 %  | 434    | 3,0 %   | 560    | 3,6 %  | 575    | 3,2 %  | +516 %         |
| Total mondial | 15 910 | 100 %  | 12 256 | 100 %  | 14 252 | 100 %   | 15 691 | 100 %  | 17 826 | 100 %  | +12 %          |
| Source des données : Agence internationale de l'énergie. Énergies renouvelables : biomasse, déchets renouvelables, géothermie et solaire thermique. |        |        |        |        |        |         |        |        |        |        |                |

La prédominance massive des combustibles fossiles est surtout le fait de la Chine (99,4 % dont charbon : 86,3 %, gaz naturel : 10,1 %), de la Russie (89,5 % dont gaz naturel : 69,0 %, charbon : 17,7 %, pétrole : 2,7 %), et des États-Unis (89,8 % dont gaz naturel : 79,0 %, pétrole : 7,2 %, charbon : 3,6 %) ; à l'inverse, les pays européens utilisent plus la biomasse (en Suède : 54 %, en Finlande : 46 %, surtout bois), les déchets (en Suède : 24 %) et les dispositifs de récupération de la chaleur ambiante ou de chaleur résiduelle (en Suède : 17 %) ; la France occupe une position intermédiaire avec 41,4 % d'énergies fossiles (surtout gaz : 34,6 %) et 44 % d'énergies renouvelables (biomasse : 31,2 %, déchets : 9,4 %, géothermie : 3,4 %).

## Acteurs des réseaux de chaleur

### À l'échelle d'un réseau
Les réseaux de chaleur sont, à l'inverse des réseaux électriques ou gaziers, des réseaux d'énergie fortement décentralisés. La chaleur n'étant pas transportable sur de très longues distances, les réseaux de chaleur n'ont en effet jamais été rassemblés dans des réseaux nationaux, comme ont pu l'être les réseaux de gaz et d'électricité. Il en résulte une organisation des acteurs différente.
Dans la plupart des pays, les réseaux de chaleur sont le résultat d'initiatives des villes, ou d'entités dépendant des villes (agences locales, entreprises publiques locales, « utilities » anglo-saxonnes…). La réalisation et l'exploitation du réseau peuvent être réalisées par la ville elle-même, ou bien par une entreprise qui agit pour son compte, dans le cadre d'une mission de service public. Le cadre dépend à la fois du contexte légal de chaque pays et des choix réalisés au niveau local par chaque collectivité.
Il existe également des réseaux d'initiative privée, qui peuvent émaner d'un opérateur, ou bien d'usagers regroupés à travers une association ou une coopérative.

### Acteurs nationaux et supra-nationaux
On distingue différentes catégories d'acteurs nationaux ou supra-nationaux : 
- les pouvoirs publics étatiques ou fédéraux, qui fixent les orientations des pays en matière de développement des réseaux de chaleur, et déterminent le cadre légal ou de soutien financier pour la mise en œuvre de la politique ;
- les grands groupes énergéticiens, qui possèdent des filiales spécialisés dans les réseaux de chaleur ;
- les associations qui regroupent différents types d'acteurs : associations de collectivités (AMORCE en France), associations d'entreprises de la filière SNCU : Via Sèva en France, Euroheat & Power en Europe, International District Energy Association aux États-Unis, associations multi-acteurs (Danish Board of District Heating au Danemark).

## Réseaux de chaleur dans différents pays

### Allemagne
En 2024, le taux d’énergies renouvelables et de récupération (EnR&R) atteint 18,1 % en Allemagne. Le traité de coalition du gouvernement feu tricolore y fixe un objectif de 50 % d’EnR&R d’ici 2030 pour la production de chaleur[réf. incomplète].
L’Allemagne compte 3 792 réseaux de chaleur, couvrant une longueur de 31 252 km et une production totale de 128 TWh. Les foyers sont pour 15 % raccordés à un réseau de chaleur, aujourd’hui pour la plupart alimentés par des énergies fossiles. L’objectif national est de porter la part des énergies renouvelables et de récupération (EnR&R) à 50 % de la production de chaleur d’ici 2030. Pour atteindre cet objectif, l’Allemagne mise sur le développement et la décarbonation des réseaux de chaleur dans les zones à forte densité thermique. Les nouveaux réseaux de chaleur devront intégrer au moins 65 % d’EnR&R dès 2025. À l’horizon 2040, tous les réseaux de chaleur devront atteindre un taux d’au moins 80 % d’EnR&R. Pour réussir cette transition et réduire sa dépendance aux combustibles fossiles, l’État allemand a rendu obligatoire la « planification locale de la chaleur » début 2024, qui est accompagnée d’une aide financière de 500 millions d’euros sur la période 2024 à 2028. Celle-ci constitue un outil stratégique pour favoriser la mise en place de mesures visant à décarboner l’approvisionnement en chaleur d’une commune. Après la planification, l’Aide fédérale pour les réseaux de chaleur efficaces (BEW) met trois milliards d’euros à disposition des collectivités et entreprises municipales sur la période 2022-2028, pour cofinancer la construction de nouveaux réseaux de chaleur alimentés par au moins 75 % d’EnR&R, pour réaliser des plans de transformation et des études de faisabilité, et pour subventionner les coûts d’investissement et d’exploitation. En complément, les particuliers bénéficient d’aides financières pour les frais de raccordement à un réseau de chaleur ou le remplacement de leur chauffage allant jusqu’à 70 % du coût total.

### Danemark
Les réseaux de chaleur se sont fortement développés au Danemark, depuis les prémisses au XIXe siècle et le premier réseau moderne du pays en 1903. Dès les années 1980, ils ont été intégrés à la planification énergétique locale, avec la possibilité pour les collectivités de définir un zonage de leur territoire fixant les modes de desserte énergétique.
Les réseaux de chaleur danois fournissent aujourd'hui plus de 60 % des besoins de chauffage du pays, et sont alimentés à plus de 50 % par des énergies renouvelables et de récupération. Le Danemark est aujourd'hui un des pays les plus en pointe en matière de réseaux de chaleur, que ce soit pour les innovations technologiques ou leur intégration dans les politiques d'aménagement et d'énergie.

### États-Unis
Alors même que le chauffage urbain moderne est né aux États-Unis, les réseaux de chaleur ne couvrent aujourd’hui que 4 % des besoins de chauffage du pays. Ils ont été conçus par les fournisseurs d'électricité américains à la fin du XIXe siècle comme des moyens d’utiliser la chaleur fatale perdue lors de la production d’électricité.
Le secteur commercial ainsi que les campus universitaires sont les principaux utilisateurs des réseaux de chaleur américains.
Alors que les initiatives publiques sont majoritaires en Europe, aux États-Unis, la propriété et la responsabilité incombent plus largement aux entreprises privées. Cependant, un nombre croissant de villes, seules à avoir une vision de long terme, sont impliquées dans les nouveaux projets de réseaux fortement capitalistiques. Certaines politiques fédérales ou étatiques peuvent soutenir indirectement les réseaux via le soutien de la cogénération, à laquelle ils sont très souvent associés. Le soutien direct aux réseaux de chaleur en revanche est peu développé. L’International District Energy Association milite pour obtenir davantage de politiques de soutien fédérales pour les réseaux de chaleur en mettant en avant la capacité des réseaux à mobiliser massivement les énergies renouvelables et de récupération, se rapprochant ainsi de la pratique européenne.

### France
Les réseaux de chaleur s'y sont essentiellement développés après 1950, même si les deux plus importants (Paris et Grenoble) sont plus anciens.
En 2012, 480 réseaux de chaleur (et de froid) desservaient 2,3 millions d’équivalents-logements (soit deux millions de tonnes équivalent pétrole), dont les deux tiers dans le secteur résidentiel. Surtout présentes en zones urbaines denses, ils sont alimentés à 38 % par des énergies renouvelables et de récupération.
Le réseau de Paris est le plus gros de France. Créé en 1927 et exploité par la Compagnie parisienne de chauffage urbain (CPCU), il alimente l'agglomération parisienne en chauffage et en eau chaude. Détenu par la Mairie de Paris (33 %) et par Engie (66 %), il chauffe l'équivalent de 500 000 logements, soit environ un tiers des logements collectifs parisiens. En 2016 son mix énergétique comprenant plus de 50 % d'énergies renouvelables et de récupération, grâce à une plateforme logistique biomasse sur son principal site de production (Saint-Ouen-sur-Seine) permettant d'accueillir 1 300 tonnes par jour de granulés de bois fournissant 10 % de sa production annuelle de chaleur ; avec les 41 % de la valorisation thermique des déchets issus de trois centres parisiens du Syctom, le syndicat intercommunal de collecte et de traitement des ordures ménagères, plus 10 % de biomasse, 2 % de biocombustible, et 1 % de géothermie, la part des énergies renouvelables atteint 54 %, complétée par 30 % de gaz et 16 % de charbon,. D'autres réseaux majeurs sont celui de Metz, alimenté par l'usine d'électricité de Metz, celui de Grenoble ou celui de Toulouse, alimenté par l'incinérateur de déchets (en cours d'extension, celui-ci valorisera aussi la chaleur d'un groupe de supercalculateurs. ES Services Énergétiques (filiale d'Électricité de Strasbourg) issue de la fusion d'Ecotral et de Dalkia Bas-Rhin, gère des réseaux de chaleur notamment de Strasbourg, grâce à trois grandes installations représentant un total de 400 GWh et alimentant 40 000 logements.
En 2018, malgré ce développement, la Cour des comptes alertait sur « un décalage persistant au regard des objectifs affichés » par la France en matière d’énergies renouvelables (objectif 2020 : 23 % d’énergies renouvelables dans le mix énergétique français contre seulement 15,7 % en 2016), alors que le gouvernement poursuivait les démarches de simplifications administratives. Ces démarches avaient en mars 2019 déjà concerné l'éolien, le photovoltaïque et la méthanisation, devant alimenter un plan de « libération des énergies renouvelables ». La filière réseau de chaleur, très sollicitée par la programmation pluriannuelle de l'énergie (PPE) est alors demandeuse de simplifications et se juge insuffisamment aidée alors que le pays consomme beaucoup plus de chaleur que l’électricité. 
En 2019, la Programmation pluriannuelle de l'énergie (PPE) considère qu'ils peuvent massivement valoriser les calories antérieurement perdues par les incinérateurs, des énergies renouvelables comme la biomasse et la géothermie notamment) au service de la transition énergétique et qu'ils doivent donc être fortement développés (tant pour la quantité d'usagers raccordés que pour la part des énergies renouvelables et de récupération les alimentant). Ils sont soutenus depuis plusieurs décennies par l’État, l'Ademe et les régions (via le Fonds Chaleur. Une simplification du cadre juridique est aussi en cours.
En mars 2019 Emmanuelle Wargon (secrétaire d’État à la Transition écologique et solidaire) a lancé un groupe de travail sur la filière chaleur et froid renouvelables, ciblant la distribution de chaleur et de froid. Réunissant des  administrations, des collectivités et des fédérations professionnelles, il doit travailler sur les thèmes : créer et développer les réseaux de chaleur et de froid compétitifs et plus attractifs ;  verdissement du mix énergétique (incluant énergies de récupération) ; outils d'aide à la conception et pilotage. Ses propositions sont attendues avant la fin juin 2019. Le gouvernement souhaite que 3,4 millions de foyers soient raccordés en 2023, et que la part des renouvelables soit portée de 40 % à 59 %, avec une montée en puissance du biogaz qui devra atteindre 10 % des consommations de gaz, si ses coûts diminuent car il est encore plus cher de 40 % qu'un gaz fossile. Le Fonds chaleur passera de 315 M€ en 2019 à 350 M€ en 2020 et 2021, et son utilisation sera simplifiée (avances remboursables remplacées par des subventions). Les réseaux de chaleur et de froid se jugent « oubliés des aides d’État ».
Selon Pascal Roger (président de la Fedene, Fédération des Services Energie Environnement) fin 2018 : ces réseaux devraient contribuer aux deux tiers des économies demandées par la première PPE (2016-2018), avec un verdissement demandé deux fois et demi plus important que l'électricité renouvelable.
Selon Thierry Franck de Préaumont, président du SNCU (Syndicat national du chauffage urbain et de la climatisation urbaine), en 2017, 761 réseaux de chaleur et de froids délivraient en France 25 TWh de chaleur (déjà en partie décarbonés) et 1 TWh de froid, via plus de 5 600 km de réseau, avec un mix énergétique contenant environ 56 % d'énergies vertes ou de récupération, dont 25 % provenant d'unités de valorisation énergétique et 22 % de biomasse. Le contenu carbone du kilowatt-heure de réseau de chaleur est d’environ 116 gCO2/kWh.
Le rythme d'installation de nouveaux réseaux de chaleur a ralenti en France en 2019. Le Fonds chaleur était calculé pour une certaine trajectoire de fiscalité carbone ; le niveau des aides n'a pas été ajusté après l'interruption de cette trajectoire, même si la compétitivité des réseaux de chaleur par rapport au gaz est en baisse.
En 2021, on dénombre en France 898 réseaux de chaleur, qui ont fourni 29,8 TWh de chaleur. La part des énergies renouvelables et de récupération dans leur mix énergétique atteint 62,6 %, contre 60,5 % en 2020, dont 26,9 % d'énergie de récupération d'usines de valorisation énergétiques, 23,9 % de biomasse, 5,5 % de géothermie et 6,3 % d'autres EnR ; le gaz naturel assure une part de 34,5 %.
Le service en ligne France chaleur urbaine, mis en ligne par le ministère de la Transition énergétique en 2021, permet aux copropriétaires et gestionnaires de bâtiments de connaître la distance entre un bâtiment et le réseau de chaleur le plus proche, et d'être mis en relation avec le gestionnaire de ce réseau. Ce service permet aussi d’identifier les réseaux de chaleur concernés par le classement automatique et de prendre connaissance des zones où s’appliquent des obligations de raccordement (périmètres de développement prioritaire).
L'année 2022 est marquée par plusieurs initiatives ou changements de réglementation visant à développer les réseaux de chaleur : le classement des réseaux de chaleur par l'arrêté du 30 novembre 2022 facilitant le raccordement de bâtiments neufs ou dont l'installation de chauffage est renouvelée (au dessus d'une certaine puissance et dans des zones de développement prioritaires définies par les collectivités) ; le « coup de pouce raccordement » de l'État, une valorisation des certificats d'économies d'énergie incitative laissant un reste à charge faible dans le cadre d'un raccordement ; l'appel à projets « Une ville, un réseau » lancé par l'Ademe, qui vise à financer 90 % d'une étude de faisabilité de création d'un réseau de chaleur ou de son extension ; enfin un Fonds chaleur de l'Ademe, doté de 520 millions d'euros[réf. nécessaire].
Le 1er juin 2023, la Caisse des dépôts et Vauban Infrastructures Partners rachètent le groupe Coriance, le quatrième acteur du secteur en France, au gestionnaire d'actifs Igneo Infrastructure Partners (contrôlé par l'australien First Sentier Investors). Coriance exploite près de 40 réseaux de chaleur (à Auxerre, Cergy-Pontoise, etc.), pour un chiffres d'affaires de 325 millions d'euros et 7 % de parts de marché en France, derrière les géants du secteur : Engie, Dalkia (groupe EDF) et le challenger Idex.
En septembre 2023, la mairie de Paris lance la procédure d'appel à candidatures pour la concession du « service public parisien de production et de distribution de chaleur » pour 25 ans. Ce contrat de concession est détenu, depuis l'origine du réseau en 1927, par la Compagnie parisienne de chauffage urbain (CPCU), filiale du groupe Engie ; il s'achève fin 2024. Son réseau alimente en vapeur environ 6 000 clients, dont tous les hôpitaux parisiens, et représente près de 20 % du marché français des réseaux de chaleur. La mairie de Paris fixe l'objectif de porter la part des ressources renouvelables de 50 % à 75 % en 2030, puis 100 % en 2050, ce qui implique l'arrêt ou la reconversion des installations au charbon et au gaz et la construction de plusieurs centrales utilisant des énergies renouvelables, soit des investissements estimés entre 1,3 et 2 milliards d'euros.
En septembre 2023, à la suite de la crise énergétique, les demandes de raccordements aux réseaux de chaleur ont été multipliées par quatre en un an. Ces réseaux fournissent 5 % de la chaleur produite en France, contre 60 % dans certains pays du nord de l'Europe comme le Danemark, pour représenter 2,7 millions de logements (ou 47.380 bâtiments) desservis en eau chaude et chauffage, par l'un des 946 réseaux de chaleur, dont la longueur cumulée est de 7.046 kilomètres, principalement en Île-de-France (135 réseaux de chaleur, 10.777 GWh livrés), en Auvergne-Rhône-Alpes (199 réseaux, 3.586 GWh livrés) et das les Hauts-de-France (51 réseaux, 1.692 GWh livrés) .
Afin d'accroître cette part, le Gouvernement augmente de 300 millions € le Fonds Chaleur de l'Ademe, le portant ainsi à 800 millions €, contre 300 millions € en 2019. Mais pour décarboner la chaleur distribuée par les réseaux urbains, la difficulté principale est l'accès aux ressources en biomasse, largement disputées par le secteur des transports et celui de la méthanisation.
Lors des 20es Rencontres des réseaux de chaleur et de froid (Paris, 10 décembre 2024), l'ONG Amorce dénonce le fait que malgré une production en hausse en 2023, la chaleur renouvelable ne bénéficie pas d'aides comparables aux énergies renouvelables électriques pour se développer. Amorce demande à l'Ademe de ne pas modifier le système d’attribution des aides du fonds Chaleur en 2025 avant le rendu des conclusions sur le bouclage biomasse[Quoi ?] en France par le groupement d'intérêt scientifique mis en place peu avant, auquel Amorce participe, et propose des mesures de rééquilibrage des aides publiques. Ce déséquilibre serait la cause du retard sur les objectifs de la PPE-2 (qui visait 24 TWh livrés par les réseaux de chaleur en 2023, alors que seuls 16,4 TWh l'ont été). En 2023/2024, les réseaux représentent 6 % de la consommation de chaleur en France, contre au moins 25 % dans la moitié des pays de l’UE, selon Amorce. En 2025, la France compte 1 000 réseaux de chaleur, d'une longueur totale de 7 046 km.

### Suède
Avec une part de 50 % dans le bouquet énergétique national (2011), la Suède est très en avance sur le développement des énergies renouvelables et de récupération par rapport aux autres pays d'Europe. Les réseaux de chaleur y sont également beaucoup plus développés que dans la plupart des pays. C’est le principal mode de chauffage dans 240 des 290 communes en Suède (toutes les communes de plus de 10 000 habitants sont équipées d'un réseau de chaleur).
Les énergies renouvelables et de récupération représentent 75 % du mix énergétique des réseaux de chaleur suédois, qui ont distribué en 2012 environ 50 TWh soit 4,5 MTep. Si l’on rapporte en moyenne au nombre d’habitants, les réseaux de chaleur distribuent 0,45 tep/hab en Suède, contre 0,03 tep/hab en France. Les réseaux de chaleur en Suède desservent 60 % de logements, 30 % pour le secteur des services et 10 % d’industries.
Les réseaux de chaleur suédois sont détenus et exploités par des organismes entièrement publics (liés aux villes).

### Ukraine
Un important acteur en Ukraine est Kyivteploenergo à Kyiv[source secondaire nécessaire].